# Reconciliación de Esaú y Jacob
La Reconciliación de Esaú y Jacob es un cuadro del pintor Peter Paul Rubens, realizado en 1624, que se encuentra en la Staatsgalerie Schleissheim, cerca de Múnich.
La obra, que se encontraba en España, dentro de la Colección Real, fue enviada por Mariana de Neoburgo, esposa de Carlos II a Alemania a su hermano Juan Guillermo de Neoburgo.

## El tema
Según el relato bíblico del Génesis, Esaú había perdido los derechos de primogenitura a favor de su hermano Jacob, lo que les enemistó a muerte. Por ello, la madre de ellos había propiciado la huida de Jacob a Mesopotamia. Años después, Jacob regresa a Canaán. Cuando Esaú llegó a saber del ello se dirigió a él con un ejército de 400 hombres. Pero Jacob utilizó una estrategia de conciliación a base de regalos y una actitud de sumisión, reconciliándose ambos hermanos con un abrazo, que es el episodio que refleja el pintor en este lienzo.
Este, junto a otros episodios de los dos hermanos, es un tema muy representado en la historia del arte.